# Mustafa Abdullatif
Mustafa Abdullatif (* 15. Dezember 2003 in Berlin) ist ein syrisch-deutscher Fußballspieler. Der Mittelfeldspieler steht seit 2024 bei Hannover 96 unter Vertrag, wo er vornehmlich für die U-23-Mannschaft des Klubs aufläuft.

## Sportlicher Werdegang
Abdullatif spielte in der Jugend beim FV Blau-Weiß Spandau und Tennis Borussia Berlin, ehe er 2015 in den Nachwuchsbereich von Hertha BSC wechselte. Dort durchlief er die einzelnen Jugendmannschaften und lief für den Klub in der B-Junioren- und A-Junioren-Bundesliga auf. In der A-Junioren-Bundesliga 2021/22 erreichte er mit der von Ex-Profi Michael Hartmann trainierten Mannschaft an der Seite von Lukas Ullrich, Luca Wollschläger, Joel da Silva Kiala und Julian Eitschberger als Meister der Staffel Nord/Nordost das Endspiel der Endrunde um die deutsche Meisterschaft. Beim im „heimischen“ Olympiapark-Amateurstadion ausgetragenen Finale gegen den Nachwuchs von Borussia Dortmund wurde er für Teoman Gündüz eingewechselt, das Spiel ging jedoch gegen die Westfalen 1:2 verloren. Anschließend rückte er in die in der Regionalliga Nordost antretende Reservemannschaft auf und schwankte unter Trainer Ante Čović zwischen Ersatzbank und Startelf, in zwei Jahren erzielte er insgesamt 15 Tore.
Im Sommer 2024 wechselte Abdullatif zu Hannover 96, wo er für die von Daniel Stendel betreute und in die dritte Liga aufgestiegene Reservemannschaft vorgesehen war. Bei der 1:2-Niederlage zum Auftakt der Spielzeit 2024/25 gegen den FC Erzgebirge Aue kam er als Einwechselspieler für Michael Dammeier zu seinem Profitdebüt und etablierte sich anschließend im erweiterten Stammkreis, ehe er verletzungsbedingt im Herbst ausfiel. Nach seiner Rückkehr auf den Fußballplatz im Dezember kam er zunächst wieder als Einwechselspieler zum Zug.